# MAT Dania
MAT Dania ApS er et dansk jernstøberi i Aars. De har produktion i Danmark og Polen. På jernstøberiet producerer de støbejern i maskinformet sejjern og gråjern op til 65 kg. De har også tilknyttet en maskinfabrik i Słupno, Warsawa, hvor de producerer metalvarer. Mat Dania havde 351 ansatte i 2023 (235 i Danmark og 116 i Polen). I regnskabsåret 2023 omsatte de for 458 mio. kr.
Jernstøberiet Dania blev etableret i Aarhus i 1947. I 1970 flyttede Dania fra Aarhus til Aars. I år 2000 overtog de Vest Dansk Maskinfabrik. I 2012 blev Dania solgt til amerikanske MAT Holdings.